# M3 Lee/Grant

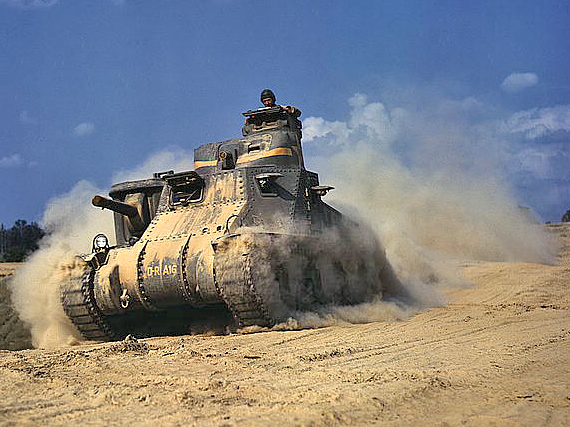
M3 Lee, 1942

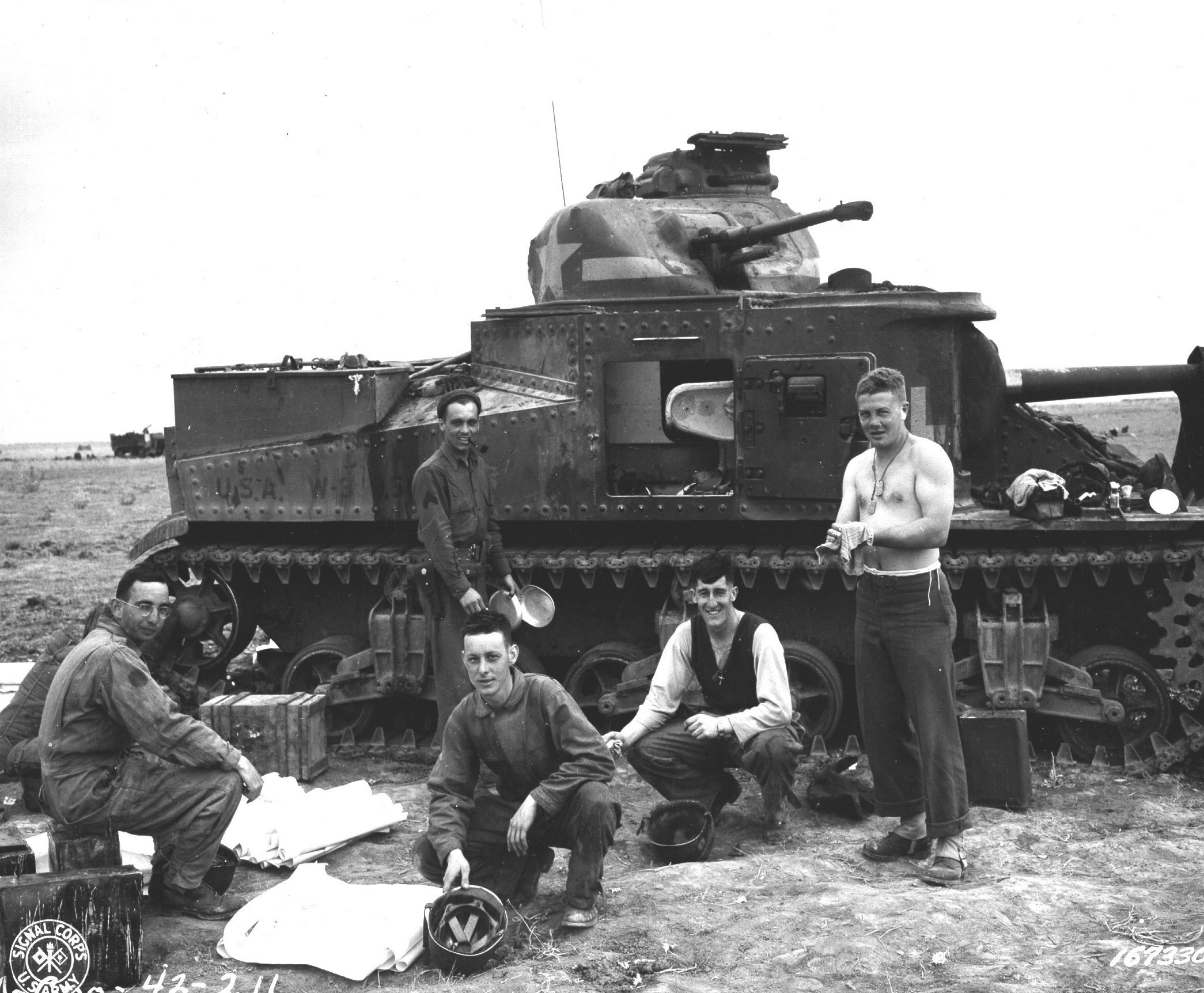
M3-Panzer in Nordafrika, 1942

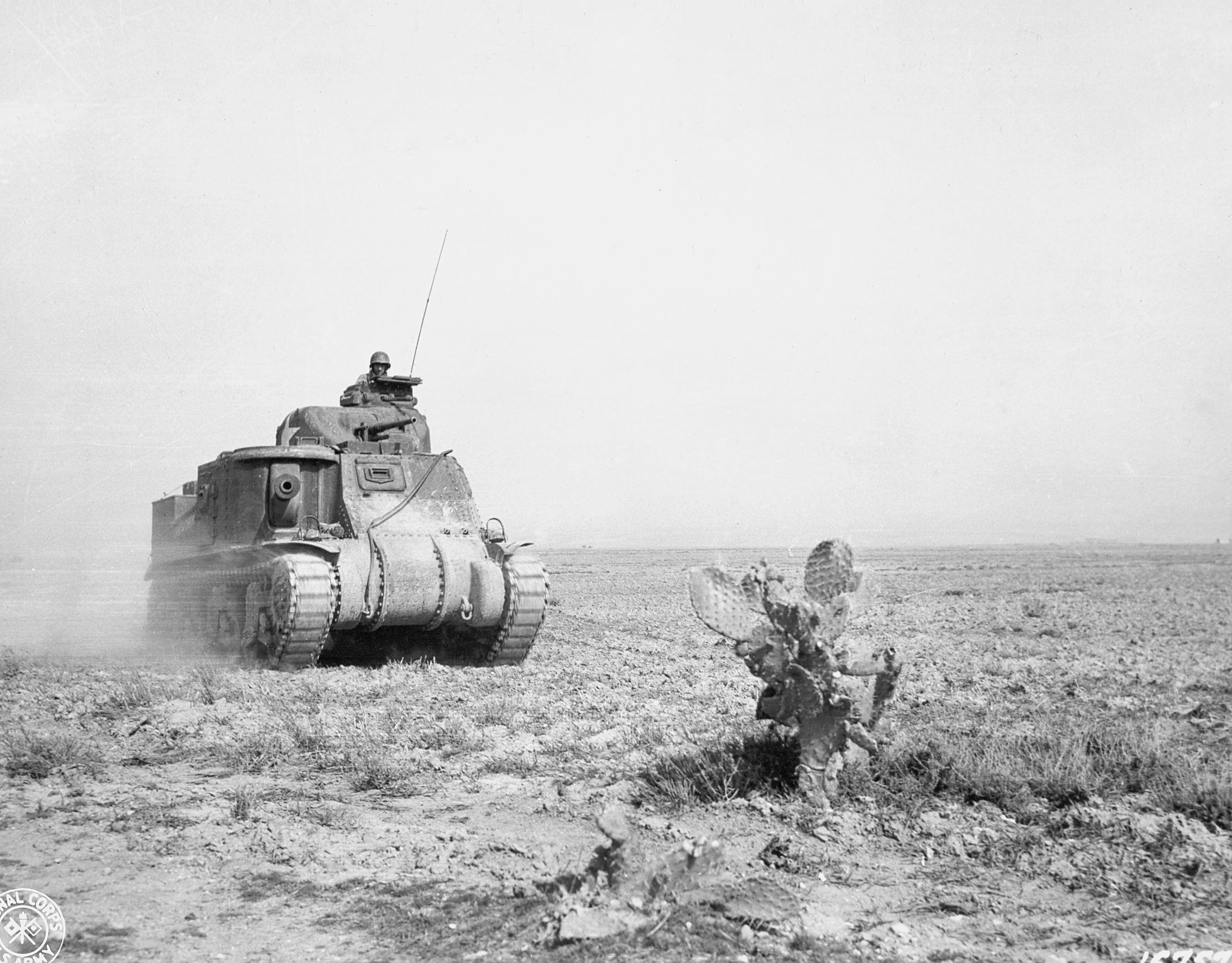
M3 Lee in Tunesien, 1943

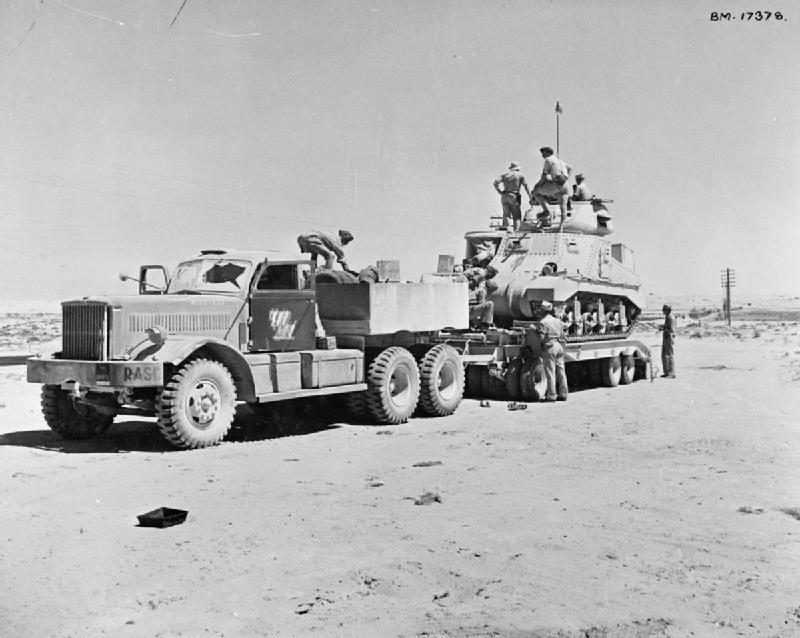
Britischer M3 Lee auf einem M19 Tank Transporter, 1942

Der Medium Tank M3 Lee/Grant war ein US-amerikanischer mittlerer Kampfpanzer, der im Zweiten Weltkrieg zum Einsatz kam. Er wurde auch von der britischen und sowjetischen Armee verwendet. Nachfolger war der wesentlich verbesserte M4 Sherman.

## Geschichte
Als sich die Kriegsgefahr für die USA nach dem überraschenden Zusammenbruch Frankreichs im Juni 1940 erhöhte, wurde das US-amerikanische Heer aufgerüstet. Da die US Army irrtümlich annahm, der mit einer 75-mm-Kanone bewaffnete Panzer IV wäre der häufigste deutsche Kampfpanzer (tatsächlich war dies während des Westfeldzugs der leichte Panzer II gewesen), wurde der Einbau einer 75-mm-Kanone in die US-Panzer gefordert. Allerdings war der Turm des mittleren Panzers M2 Medium Tank für dieses Geschütz zu klein. Parallel zur zeitaufwändigen Entwicklung eines neuen Panzers wurde beschlossen, einen auf dem M2 basierenden Panzer mit einer seitlich in einer Kasematte angebrachten 75-mm-Kanone als Übergangslösung zu bauen. Wegen des eingeschränkten Schwenkbereichs der Hauptwaffe wurde die 37-mm-Kanone im Turm beibehalten. Innerhalb von nur sechs Monaten entstand so der M3.
Seinen ersten Fronteinsatz erlebte der M3 bei der britischen 8. Armee in Nordafrika, wo er die Feuerüberlegenheit der gegnerischen Panzer kompensierte. Hier erhielt er die Namen „Lee“ bzw. „Grant“, abhängig von verschiedenen Serienausführungen (Namensgeber waren die beiden Generäle Robert Edward Lee und Ulysses S. Grant aus dem amerikanischen Bürgerkrieg). Der Einbau der Hauptbewaffnung in der Wanne erwies sich bei den schnell wechselnden Gefechtslagen in der Wüste als schwerwiegender Nachteil. Alles in allem wurde der M3 aber wegen seiner Zuverlässigkeit und der überlegenen Feuerkraft der 75-mm-Kanone, die im Gegensatz zu britischen Panzerkanonen auch Sprenggranaten zur Bekämpfung von Panzerabwehrgeschützen verschießen konnte, sehr geschätzt.
Eine größere Anzahl wurde auch an die Rote Armee in der Sowjetunion geliefert. Hier wurde er „Grab für 6 Freunde“ genannt, da er bei Treffern leicht in Brand geriet.
Einzelne an der Ostfront erbeutete M3 Lee/Grant wurden von der Wehrmacht unter der Bezeichnung Panzerkampfwagen M 3-747 (a) eingesetzt.
Da ab 1942 der M4 Sherman als überlegener Entwurf inzwischen den M3 in der Massenfertigung abgelöst hatte, verschwand der M3 Anfang 1943 sehr schnell aus den Panzereinheiten. Nach dem Ausbau der Bewaffnung und des Turms diente er als Basis für zahlreiche Versuchs- und Spezialpanzer, unter anderem zum Räumen von Minensperren und als Bergepanzer.
Insgesamt (mit allen sechs Versionen) wurden 6258 Grant produziert.
Auch die Selbstfahrlafette M7 Priest mit einer 105-mm-Haubitze basierte auf dem Chassis des M3.
Eine größere Anzahl später umgerüsteter M3 wurde als Zugmaschine für schwere Geschütze – 203-mm-Kanone und 240-mm-Haubitze – eingesetzt.

## Versionen
- M3 – 4924 Stück

Genietete Wanne, war zuerst mit einer 75-mm-Kanone M2 und einer 37-mm-Kanone M5 ausgerüstet, spätere Produktionsmodelle dann mit der 75 mm M3 und 37 mm M6
- M3A1 – 300 Stück

Gegossene Wanne, wurden jedoch aufgrund des höheren Produktionsaufwand nicht mehr weiter produziert
- M3A2 – 12 Stück

Geschweißte Wanne, ansonsten gleich mit dem M3
- M3A3 – 322 Stück

Geschweißte Wanne, Antrieb durch General Motors 6046 Dieselmotor, die Heck-Motor-Türen wurden entfernt und die Heckpanzerung erweitert. Bei späteren Versionen wurde die Seitentür weggelassen
- M3A4 – 109 Stück

Antrieb durch Chrysler A-57 Multibank-Ottomotor, dadurch bedingte Verlängerung der Wanne am Heck
- M3A5 – 591 Stück

Genietete Wanne, Antrieb durch General Motors 6046 Dieselmotor

## Technische Daten
| Panzerkampfwagen M3 Lee/Grant | |
| 0Allgemeine Eigenschaften     | |
| Besatzung                     | 6–7 Soldaten Bestehend aus Kommandant, Fahrer, Richtschütze für die 75-mm-Kanone, Richtschütze für die 37-mm-Kanone, 2 Hilfsschützen (Lader für die beiden Geschütze) und Funker. Der Funker wurde meistens weggelassen, beim M3 Grant sitzt das Funkgerät hinten im Turm. |
| Gefechtsgewicht               | 27–29 t |
| Bodendruck                    | 0,849–1,2 kg/cm2 |
| Länge                         | 5,90–6,15 m |
| Breite                        | 2,75 m |
| Höhe                          | 3,02–3,12 m |
| Bodenfreiheit                 | 43 cm |
| Kettenbreite                  | 22 cm |
| 0Bewaffnung                   | |
| Hauptbewaffnung               | 75-mm-Kanone M2 L/31 oder 75-mm-Kanone M3 L/37 |
| Sekundärbewaffnung            | 37-mm-Kanone M5 L/56 oder 37-mm-Kanone M6 MG .30cal M1919A4 koxial MG .30cal M1919A4 Kommandantenkuppel Doppel-MG .30cal M1919A4 Wanne |
| Kampfbeladung HW              | 50–75 Geschosse |
| Kampfbeladung MG              | 37–182 Geschosse, 3100–9200 Schuss |
| 0Fahrleistung                 | |
| Motor                         | R-975 Continental Wright 9-Zylinder-Sternmotor (verwendet beim M3, M3A1, M3A2) |
| Kühlung                       | Luft |
| Hubraum                       | 15,9 l (975 Kubikzoll) |
| Bohrung / Hub                 | 127/140 mm |
| maximale Umdrehung            | 2400/min. |
| PS                            | 400 PS |
| Motoreffektivität             | 25,2 PS/l |
| Leistungsgewicht              | 14,3 PS/t |
| Getriebe                      | 5V, 1R (fünf Vorwärtsgänge, ein Rückwärtsgang) |
| Höchstgeschwindigkeit Straße  | 40,2 km/h |
| Kraftstoffvorrat              | 662 l |
| Reichweite Straße             | 177 km |
| Reichweite Gelände            | |
| Lenkung                       | Cletrac |
| Laufrollen                    | 6 |
| Federung                      | Evolutfedern |
| Watfähigkeit                  | 100 cm |
| Andere verwendete Motoren     | General Motors 6046 12 Zylinder Net: 375 PS 2100/min, Gross: 410 PS 2900/min (verwendet beim M3A3, M3A5) Chrysler A57 30 Zylinder Net: 370 PS 2400/min, Gross: 425 PS 2850/min (verwendet beim M3A4) Dieselmotor Guiberson T-1400-2 (wurde in die ersten 18 M3A1 verbaut)  |
| 0Panzerung                    | |
| Wannenfront                   | Obere Frontplatte: 50,8 mm 30° Mittlere Frontplatte: 38,1 mm 53° Untere Frontpanzerung: 50,8 mm 0–45° |
| Wannenseite                   | 38,1 mm |
| Wannenheck                    | 38,1 mm |
| Wannendach                    | 12,7 mm |
| Wannenboden                   | 12,7–25,4 mm |
| Turmfront                     | 50,8–76,2 mm |
| Turmseite                     | 50,8 mm |
| Turmheck                      | 50,8 mm |
| Turmdach                      | 31,8 mm |